# Фен Менлун
Фен Менлун (*1574 — †1646) — китайський письменник та поет часів династії Мін.

## Життєпис
Походив з чиновничої родини. Народився у м. Сучжоу у сучасній провінції Цзяньсу. Отримав гарну освіту. Замолоду переїздить до Пекіну, де затоваришував з представниками академії Ханьлінь. У 1631 році успішно склав імператорський іспит. У 1634–1638 роках працював суддею у сучасній провінції Фуцзянь. Усе життя мешкав при імператорському дворі. Займався здебільшого літературною діяльністю. У 1644 році на деякий час залишає Пекін через вторгнення військ повстанців на чолі із Лі Цзиченом. Згодом за династії Цін повертається до Пекіна, де помирає у 1646 році.

## Творчість
Писав драми, новели, романи. Приділяв особливу увагу відображенню в своїх творах людських почуттів. Серед його найвідоміших творів збірка оповідей у стилі хуабей «Три вчення», «Оповіді давнини та сучасності» (або «Простійні слова, що пробуджують до життя» Stories Old and New), збірка гумористичних розповідей, драма «Вірність прапору», «Роман про країни періоду Східна Чжоу», «Історія кохання». Фе Менлун мав також у своєму доробку декілька віршованих поем.